# Round Lake Beach, Illinois
Round Lake Beach är en ort (village) i Lake County, i delstaten Illinois, USA. Enligt United States Census Bureau har orten en folkmängd på 28 289 invånare (2011) och en landarea på 13,1 km².